# Base aérea de East Sale

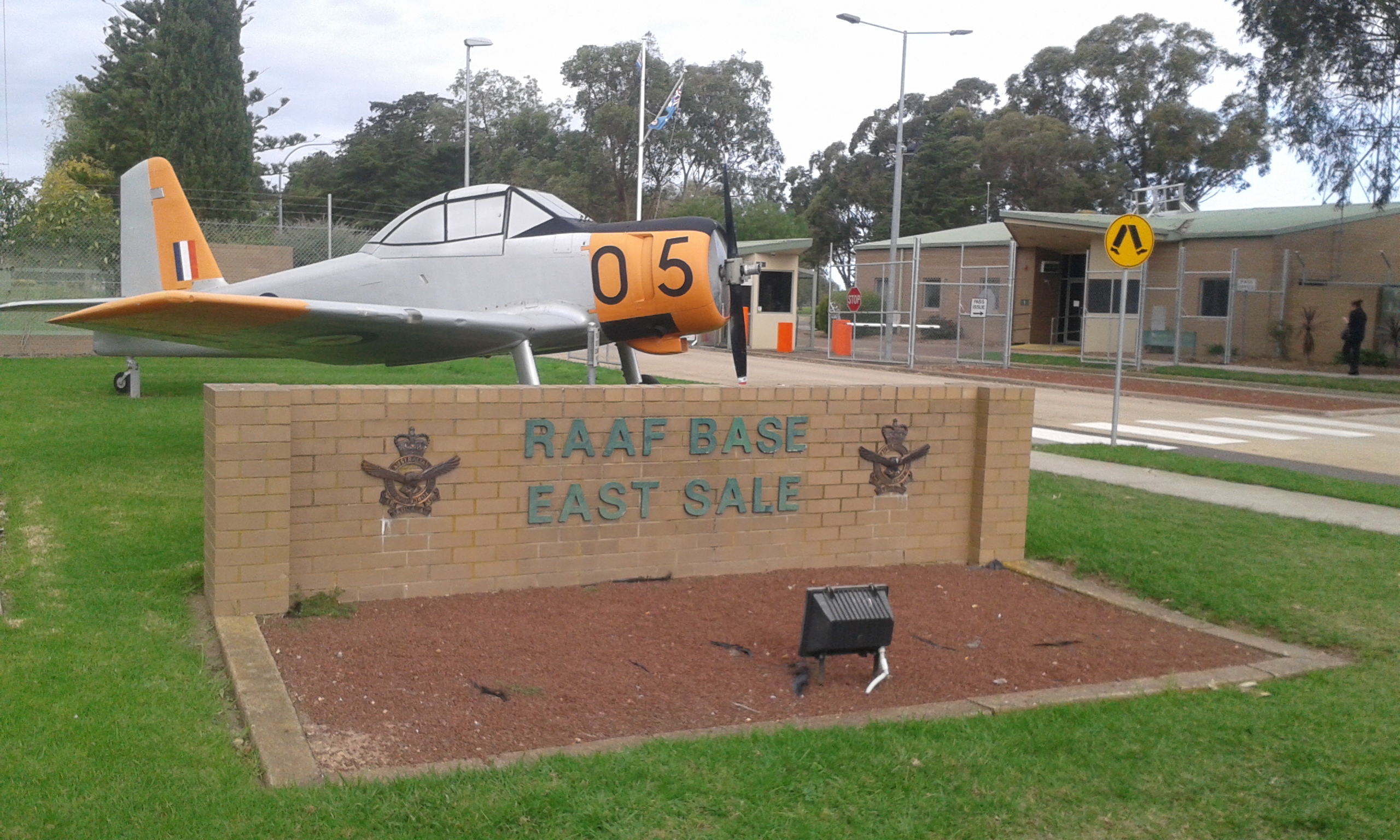

A Base aérea de East Sale (ICAO: YMES) é uma das principais bases aéreas da Real Força Aérea Australiana, servindo como estabelecimento de ensino e treino, onde os cadetes da força aérea recebem o seu treino de serviço. É também a casa da equipa de acrobacias aéreas Roulettes e da Escola de Treino de Oficiais da RAAF, depois de a mesma ter saído de Point Cook, tendo o primeiro curso sido iniciado em Janeiro de 2008.